# Ola (Russie)
Ola (en russe : О́ла) est une commune urbaine russe du raïon d'Ola de l'oblast de Magadan, dans la région extrême-orientale de la Kolyma. Sa population s'élevait à 5 643 habitants en 2023.

## Géographie
La commune urbaine de Ola se situe dans l'oblast de Magadan, un oblast de la Sibérie du nord-est, en Russie extrême-orientale. La localité fait partie de la région de la Kolyma, et du district fédéral d'Extrême-Orient. La localité se trouve dans le raïon d'Ola, une subdivision de l'oblast.  
Ola, comme tout l'oblast de Magadan, se trouve dans le fuseau horaire MSK+8 (heure de Magadan). Le décalage horaire appliqué par rapport au temps universel coordonné est +10:00.

## Démographie
Recensements (*) et estimations de la population,,,,,
:
| 1924 | 1926* | 1939* | 1959* | 1970* | 1979* |
| ---- | ----- | ----- | ----- | ----- | ----- |
| 827  | 193   | 677   | 3 842 | 6 295 | 8 223 |

| 1989*  | 2002 * | 2010* | 2021* | 2023  | - |
| ------ | ------ | ----- | ----- | ----- | - |
| 10 122 | 6 842  | 6 215 | 5 704 | 5 643 | - |